# Loi de Curie

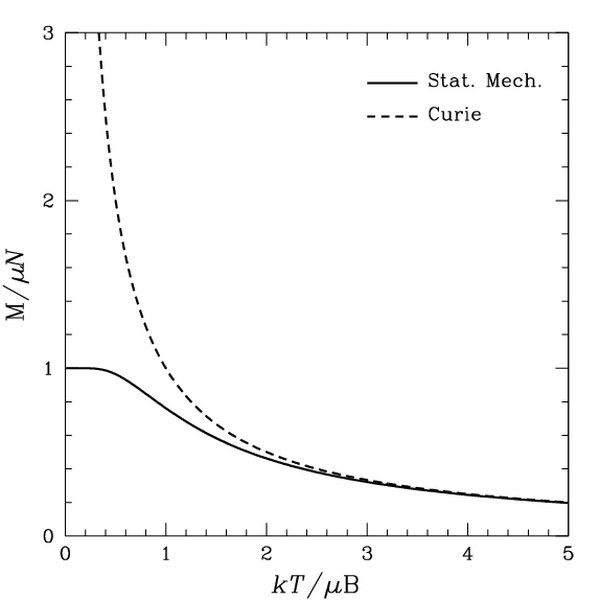
Aimantation d'un matériau paramagnétique en fonction de la température

En physique du solide, la loi de Curie énonce que la susceptibilité magnétique d'un matériau paramagnétique est inversement proportionnelle à la température {\displaystyle T}. On l'écrit :
où {\displaystyle C} est une constante parfois appelée constante de Curie.
Cette loi doit son nom à Pierre Curie qui l'a découverte expérimentalement à la fin du XIXe siècle.
Cette loi peut être démontrée par la physique statistique en considérant un système composé d'un grand nombre de moments magnétiques indépendants {\displaystyle \mu } pouvant s'orienter parallèlement ou antiparallèlement à un champ magnétique appliqué {\displaystyle B}. On retrouve alors la loi de Curie dans la limite où l'énergie magnétique des particules {\displaystyle \mu B} reste très inférieure à l'énergie d'agitation thermique {\displaystyle k_{\rm {B}}T}, où {\displaystyle k_{\rm {B}}} est la constante de Boltzmann.

## Démonstration (physique statistique)

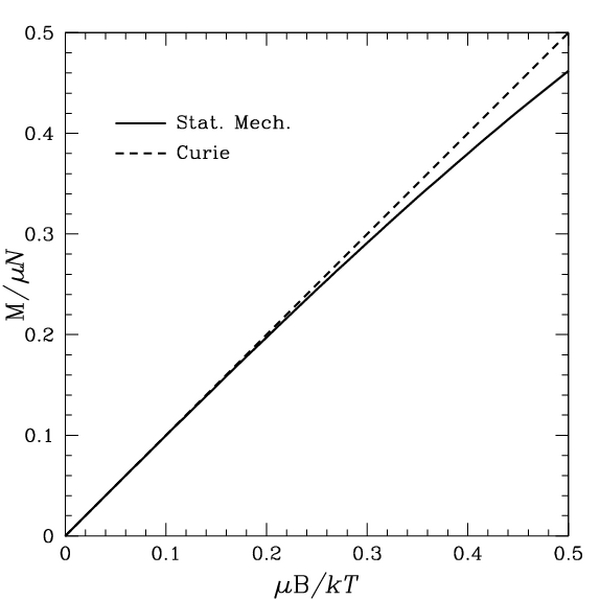
Aimantation d'un matériau paramagnétique en fonction de la température inverse

Un modèle simple de matériau paramagnétique définit les particules qui le composent. Chaque particule possède un moment magnétique {\displaystyle {\vec {\mu }}}. L'énergie associée à ce moment magnétique dans un champ magnétique est donnée par :
{\displaystyle E=-{\vec {\mu }}\cdot {\vec {B}}}
Pour simplifier les calculs, on considère le matériau paramagnétique a 2 états, c’est-à-dire que chaque particule va aligner son moment magnétique avec le champ magnétique, dans le même sens ou en s'y opposant. Les autres orientations ne sont pas prises en compte. La particule a donc deux énergies possibles
{\displaystyle E_{0}=\mu B}
et
{\displaystyle E_{1}=-\mu B}
Avec cette information nous pouvons déterminer la fonction de partition d'une particule, avec {\displaystyle \beta =1/k_{\rm {B}}T}
{\displaystyle Z=\sum _{n=0}^{\infty }\mathrm {e} ^{-E_{n}\beta }=\mathrm {e} ^{-\mu B\beta }+\mathrm {e} ^{\mu B\beta }=2\cosh \left(\mu B\beta \right)}
La fonction présente les deux effets, un s'intéresse à l'aimantation du matériau, l'autre à la probabilité de la particule de s'aligner avec le champ magnétique. En d'autres termes, on détermine la valeur attendue de l'orientation magnétique du matériau.
{\displaystyle \left\langle \mu \right\rangle =\sum _{n=0}^{\infty }\mu _{n}P\left(\mu _{n}\right)=\sum _{n=0}^{\infty }\mu _{n}{\mathrm {e} ^{\mu _{n}B\beta } \over Z}={1 \over Z}\sum _{n=0}^{\infty }{\partial _{\beta }\mathrm {e} ^{\mu _{n}B\beta } \over B}={1 \over B}{1 \over Z}\partial _{\beta }Z}
{\displaystyle \left\langle \mu \right\rangle ={1 \over 2B\cosh \left(\mu B\beta \right)}2\mu B\sinh \left(\mu B\beta \right)=\mu \tanh \left(\mu B\beta \right)}
On a ainsi l'aimantation d'une particule, qu'on peut extrapoler au matériau
{\displaystyle M=N\left\langle \mu \right\rangle =N\mu \tanh \left({\mu B \over k_{\rm {B}}T}\right)}
La formule ci-dessus est connue sous le nom de l'équation paramagnétique de Langevin.
Pierre Curie trouva une approximation de cette loi qui pouvait s'appliquer à ses expérimentations à hautes températures et faible champ magnétique. Lorsque la température augmente ({\displaystyle T} grand), et le champ magnétique reste faible ({\displaystyle B} petit), l'argument de la tangente hyperbolique diminue :
{\displaystyle \left({\mu B \over k_{\rm {B}}T}\right)\ll 1}
On parle dans ce cas de régime de Curie. Nous savons aussi que si {\displaystyle |x|<<1}, alors
{\displaystyle \tanh x\approx x}
donc (et en tenant compte de l'expression à trois dimensions de la fonction de Langevin) :
{\displaystyle \mathbf {M} \approx {N\mu ^{2} \over 3k_{\rm {B}}}{\mathbf {B}  \over T}}
et la constante de Curie vaut :  {\displaystyle C={N\mu ^{2} \over 3k_{\rm {B}}}}

## Applications
La loi de Curie est le principe de base des thermomètres magnétiques, qui sont utilisés pour mesurer les très basses températures.